# Bataille d'Almansa
 (juillet 2025).
Si vous disposez d'ouvrages ou d'articles de référence ou si vous connaissez des sites web de qualité traitant du thème abordé ici, merci de compléter l'article en donnant les références utiles à sa vérifiabilité et en les liant à la section « Notes et références ».
Guerre de Succession d'Espagne
Batailles
Campagnes de Flandre et du Rhin
- Landau (1702)
- Friedlingen (1702)
- Kehl (1703)
- Ekeren (1703)
- Höchstädt (1703)
- Spire (1703)
- Schellenberg (Donauworth) (1704)
- Blenheim (1704)
- Landau (1704)
- Vieux-Brisach (1704)
- Eliksem (1705)
- Ramillies (1706)
- Stollhofen (1707)
- Cap Béveziers (1707)
- Cap Lizard (1707)
- Audenarde (1708)
- Wynendaele (1708)
- Lille (1708)
- Gand (1708)
- Malplaquet (1709)
- Douai (1710)
- Bouchain (1711)
- Denain (1712)
- Bouchain (1712)
- Douai (1712)
- Landau (1713)
- Fribourg (1713)

Campagnes d'Italie
- Carpi (1701)
- Chiari (1701)
- Crémone (1702)
- Luzzara (1702)
- Verceil (1704)
- Cassano (1705)
- Nice (1705-1706)
- Calcinato (1706)
- Turin (1706)
- Castiglione (1706)
- Toulon (1707)
- Gaeta (1707)
- Cesana (1708)
- Syracuse (1710)

Campagnes d'Espagne et de Portugal
- Cadix (1702)
- Vigo (navale 1702)
- Cap de la Roque (1703)
- Gibraltar (août 1704)
- Ceuta (1704) (es)
- Málaga (1704)
- Gibraltar (1704-1705)
- Marbella (1705)
- Montjuïc (1705)
- Barcelone (1705)
- Badajoz (1705)
- Barcelone (1706)
- Murcie (1706) (es)
- El Albujón (1706) (es)
- Santa Cruz de Ténérife (1706) (en)
- Almansa (1707)
- Xàtiva (1707)
- Ciudad Rodrigo (1707) (en)
- Lérida (1707)
- Tortosa (1708)
- Minorque (1708)
- Gudiña (1709)
- Almenar (1710)
- Saragosse (1710)
- Brihuega (1710)
- Villaviciosa (1710)
- Barcelone (1713-1714)

Campagnes de Hongrie
- Saint-Gotthard (1703) (en)
- Biskupice (1704) (en)
- Smolenice (1704) (en)
- Koroncó (1704) (en)
- Zsibó (1705) (en)
- Saint-Gotthard (1705) (en)
- Trenčín (1708) (en)

Antilles et Amérique du sud
- Santa Marta (1702)
- Guadeloupe (1703)
- Nassau (1703)
- Colonia del Sacramento (1704)
- Carthagène (1708)
- Rio (1710)
- Carthagène (1711)
- Rio (1711)
- Cassard (1712)

La bataille d'Almansa est une bataille de la guerre de Succession d'Espagne qui s'est déroulée en 1707 à Almansa en Espagne. Pour l'anecdote, elle fut décrite comme « probablement la seule bataille dans l'histoire dans laquelle les troupes anglaises étaient commandées par un Français, et les Français par un Anglais ».

## Protagonistes

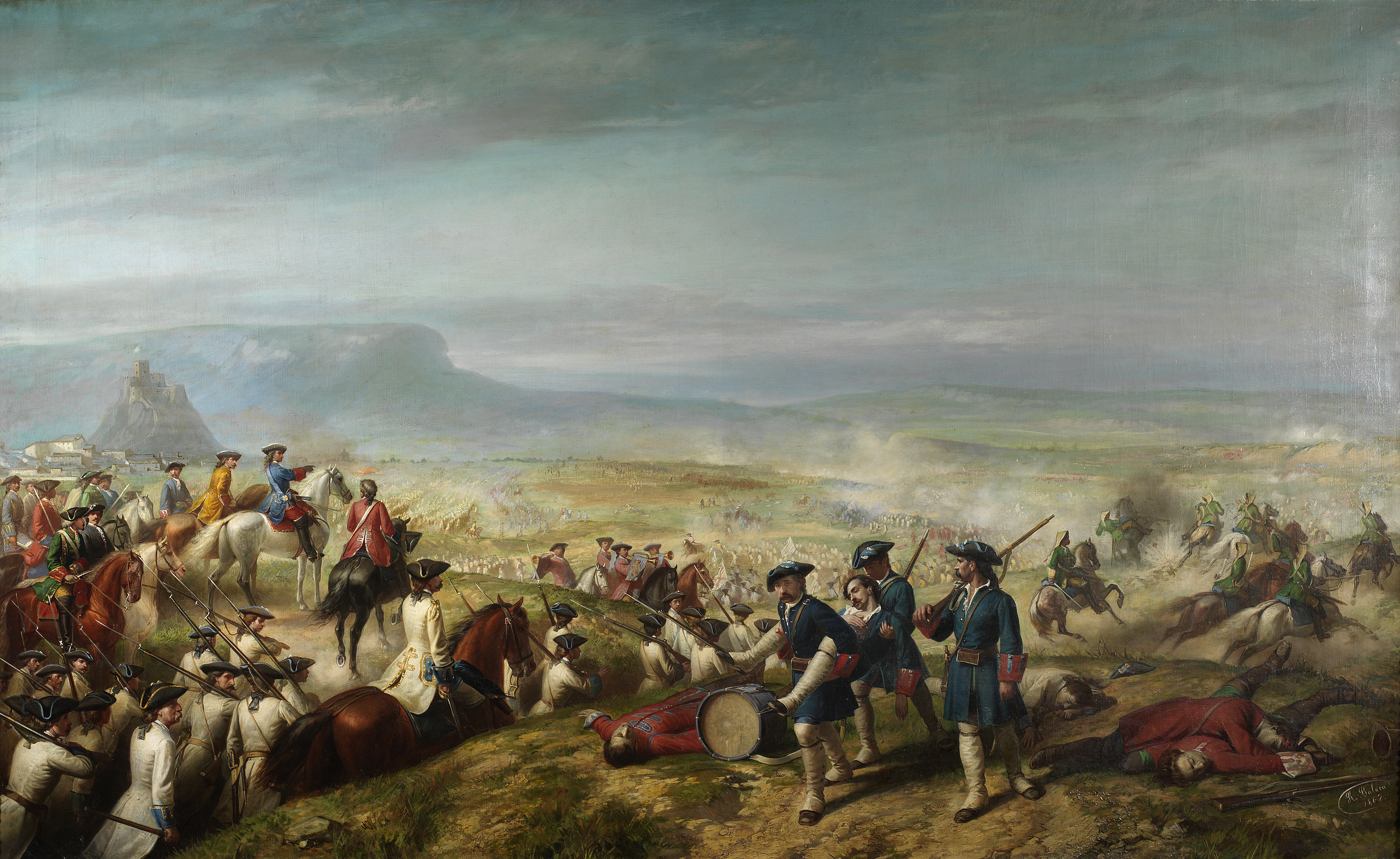
La Bataille d'Almansa, Ricardo Balaca (1862).

Lors de la guerre de Succession d'Espagne, Berwick, à la tête d'une armée franco-espagnole, remporta à Almansa, le 25 avril 1707 sur les troupes luso-britannico-hollandaises de l’archiduc Charles, commandées par Henri de Massué et le marquis des Minas, une grande victoire, permettant à Philippe V de reconquérir son trône. Elle est donc probablement la seule bataille de l’histoire à avoir opposé des troupes françaises commandées par un Anglais à des troupes anglaises commandées par un Français.
Les Anglais firent d'abord plier la première ligne de l’aile droite de l'armée française ; puis le chevalier d'Asfeld, à la tête de la seconde ligne, battit les assaillants et chargea ensuite leur aile droite, la mit en fuite et poursuivit les fuyards.
Le lendemain de la bataille, les Français firent prisonniers plusieurs généraux et 13 bataillons ennemis, dont 5 Anglais, 5 Hollandais et 3 Portugais.
La bataille d’Almansa fut décisive pour la guerre, mais n’a pas signifié la reddition immédiate du royaume de Valence. L’armée des Bourbons dut conquérir les villes et les villages qui résistaient. Xàtiva a été la première cité assiégée, au commencement de mai : l'armée des deux couronnes de France et d’Espagne ayant été divisée en deux corps, l'un, commandé par le chevalier d'Asfeld, emporta la place en quelques jours, n'hésitant pas à détruire deux monastères retranchés. La garnison, composée d'Anglais et de Hollandais, secondée par les habitants, ayant défendu le terrain de rue en rue, les Franco-Espagnols firent passer au fil de l'épée quiconque se trouvait pris les armes à la main. Les troupes réglées se jetèrent dans le château et, comme les Franco-Espagnols ne pouvaient les y forcer qu'en s'exposant à de lourdes pertes, ils prirent le parti de faire bloquer ce château par quatre bataillons, afin de remobiliser le reste de ses troupes pour d'autres expéditions. Xàtiva fut finalement occupée et le roi Philippe V ordonna sa destruction ; elle fut alors incendiée ; plus tard on changea son nom par celui de San Felipe et on procéda à son repeuplement par des personnes fidèles à l’armée des Bourbons. À la suite furent conquises Denia, Alcoy et finalement Alicante.
Actuellement dans la Communauté valencienne, les dictons suivants sont toujours vivaces : 
- Quan el mal ve d'Almansa, a tots alcança (Quand le mal vient d'Almansa, tout le monde est touché),
- De ponent, ni vent ni gent (Du ponent, ni vent ni gens), rappelant cette défaite.

## Source
Cet article comprend des extraits du Dictionnaire Bouillet. Il est possible de supprimer cette indication, si le texte reflète le savoir actuel sur ce thème, si les sources sont citées, s'il satisfait aux exigences linguistiques actuelles et s'il ne contient pas de propos qui vont à l'encontre des règles de neutralité de Wikipédia.